# Bodo Buhl
Bodo Buhl (* 15. August 1951 in Marienweiher, Oberfranken; † 21. August 2010 in München) war ein deutscher Maler und Bildhauer, der sich mit Skulpturen, Fotografien, Zeichnungen und digitalen Bildverfahren auseinandergesetzt hat.

## Leben
Bodo Buhl wurde am 15. August 1951 in Marienweiher/Ofr. geboren. Nach dem Abitur 1972 erfolgte der Umzug nach München, wo er bis zu seinem Tod am 21. August 2010 lebte und arbeitete. Nach einem kurzen Studium der Kunstgeschichte besuchte er zwischen 1973 und 1979 die Akademie der Bildenden Künste München. Er studierte bei Horst Sauerbruch Malerei und Kunstgeschichte und wechselte nach 4 Semestern in die Klasse von Hans Baschang. Dort war er Meisterschüler und machte das Diplom. Während seiner Studienzeit verbrachte er mehrmals längere Zeit in den USA, vorwiegend in New York. Im Jahre 1981 erhielt er das Förderstipendium bildender Künstler München. Nach ersten Ausstellungsbeteiligungen und einer Einzelausstellung in der Galerie Wittenbrink in Regensburg folgte 1985 ein Arbeitsstipendium der Stiftung Kunstfonds Bonn und 1992 eine Förderung durch den Kulturkreis im BDI. Sein künstlerisches Werk wurde 1987 durch den Förderpreis für bildende Kunst der Landeshauptstadt München und 1999 mit dem Kunstpreis der Landeshauptstadt München ausgezeichnet. Arbeiten von Bodo Buhl besitzen u. a. Städtische Galerie im Lenbachhaus München, Bayerische Staatsgemäldesammlungen München und FRAC Rhône-Alpes, Saint Etienne.

## Auszeichnungen
- 1987 Förderpreis für Bildende Kunst der Landeshauptstadt München
- 1991 Bremer Kunstpreis (nominiert)
- 1999 Kunstpreis der Landeshauptstadt München

## Ausstellungen (Auswahl)
- 1984: Galerie Wittenbrink, Regensburg
- 1987: Le Tableau Cubiste, Kunstforum Städtische Galerie im Lenbachhaus, München
- 1988: ULTRA, Kunstverein München
- 1988: Galerie im Taxispalais, Innsbruck
- 1989: Galerie Bruges La Morte, Brügge
- 1989: Forum Hamburg, Hamburg
- 1992: Orangerie, München
- 1993: Galerie Tanit, Köln
- 1995: Bodo Buhl, Neue Galerie Dachau
- 1995: Nuova Icona, Venedig
- 1997* Daniela Goldmann Projektraum, München
- 1998: Bodo Buhl, Staatsgalerie moderner Kunst (seit 2002 Pinakothek der Moderne), München
- 2005: Zeichnungen 1999-2005, Artothek, München
- 2008: Schöne Bilder, Galerie Westend, München
- 2012: Galerie Tanit, München